# Tuc de la Llança
El Tuc de la Llança és una muntanya de 2.659 metres que es troba al massís de Beret, al municipi d'Alt Àneu, a la comarca del Pallars Sobirà. És un dels cims que envolta el Circ de Baciver, i està inclòs dintre del Parc Natural de l'Alt Pirineu. El tuc marca el límit sud de la serra d'Escornacrabes. En direcció sud-est una carena l'enllaça amb el Cap del Muntanyó d'Àrreu.
Al cim li arriba pel vessant oest la línia de telesquí Tuc de la Llança de l'estació d'esquí de Baqueira-Beret. Al cim podem trobar-hi un vèrtex geodèsic (referència 261064001). Aquest cim està inclòs al llistat dels 100 cims de la FEEC. 
El 6 de gener de 2021, l'estació meteorològica situada al Clot del Tuc de la Llança va registrar una temperatura de 34,1 graus sota zero, sent la temperatura més baixa mai abans registrada a la península Ibèrica, superant els 32 graus negatius que es van enregistrar a l'Estany Gento de la Vall Fosca, el 1956. L'endemà, 7 de gener, va perdre el rècord peninsular en registrar-se 35,8 graus sota zero a l'estació de Vega de Liodres, Cantàbria. El 8 de gener va registrar una temperatura de 34,8 graus sota zero, nou rècord de fred a Catalunya.